# ブライアン・イェンセン
ブリアン・パルダン・イェンセン（Brian Paldan Jensen, 1975年6月8日 - ）は、デンマーク・コペンハーゲン出身の元サッカー選手。ポジションはゴールキーパー。ニックネームのBeast（野獣）で呼ばれることが多い。

## 来歴

### 初期のキャリア
デンマークの首都コペンハーゲンのノアブロ地区で生まれ、B.93のユースチームにてディフェンダーとしてスタートするが、後にゴールキーパーにポジションを移す。本人によると、同チームのゴールキーパーの背が低かったため、チーム内で最も「体が大きくて頭の悪い」選手である自分にキーパーの役割が回ってきたという。B93のシニアチームでヤン・ホフマンの控えとしてプレイする一方、オランダのユーストーナメントでベスト・ゴールキーパーに選ばれ、その才能がエールディヴィジのAZアルクマールの目に留まり契約する。電気工としての教育を終えるまでの8ヶ月間、AZから母国のヴィズオウアIFに8ヶ月間貸し出され、後の1998年よりAZにてフルタイムのプロ選手としてプレイすることになる。同クラブではリーグで1試合だけ出場するが、これは正GKであるオスカル・ムーンスの控えとしての役割だった。

### WBA時代
AZとの契約が切れるまでの間、ディヴィジョン1（2部）のウェスト・ブロムウィッチ・アルビオンFCにてトレーニングを受ける。ここで185cmという彼の体格からBeast（野獣）というニックネームがつけられる。同じくGKのクリス・アダムソンがイェンセンについてのコメントを求められた時、「野獣以外の何物でもない」と答えた。2000年3月1日に8万ポンドでWBAに移籍する。3月7日のデビュー戦にて、トレンメア・ローヴァーズFCを2‐0に抑え勝利を収める。WBAに3年間在籍し、計50試合に出場した。彼はチームが1999-2000シーズンにディヴィジョン1に残留するのに貢献し、翌シーズンも大部分でレギュラーを務めるが、2001年にラッセル・ホールトが加わったことによりサブに降格。クラブが昇格を勝ち取った2001-02シーズンには、僅か1試合の出場に留まった。プレミアリーグ昇格後も出場機会がなく、クラブがリーグ19位に終わって降格した2003年にザ・ホーソンズを後にする。

### バーンリー時代
2003年6月30日にバーンリーFCにフリーで移籍。フットボールリーグ旧体制最後のシーズンであったが、クラブはリーグ19位で終え僅か勝ち点2差で降格を免れた。同年は正GKとして23試合に出場し、良いパフォーマンスを見せた。2004年にダニー・コインが加わった後、第2GKとなった。しかし、自身の努力とコインの怪我もあって正GKに復帰。この年は素晴らしい出来で、デンマークのナショナルチーム入りを確信し、監督モアテン・オルセンは自分のプレーを見ていないと批判した。考えられる理由の1つは、守備能力の割にキックがそれほど評価されていなかったことである。
2006年まではコインの控えと思われていたが彼の怪我のため、結果としてチームの正GKとなった。しかしその後は不調に陥り2007年1月11日にマイク・ポリットが加入すると、その直後のサウサンプトンFCとの試合から外されたことから移籍を志願。1月22日には移籍リストに載せられた。しかし4月になると正GKの座を取り戻しただけでなく、監督との関係も改善。移籍リストから除かれることとなった。
2007-08シーズン前にキラーイ・ガーボルが加入。これにより再び控えとなり、9月中旬から4ヶ月間主要メンバーから外されることになるが年が明けると再びレギュラーに戻った。それ以降は出色の出来を見せ、カーリング・カップ4戦目のチェルシーFC戦ではPKを2度阻止した。ウェンブリー・スタジアムで行われたのチャンピオンシッププレイオフ決勝戦でもゴールを守り、クラブはシェフィールド・ユナイテッドFCを1－0で破り、プレミアリーグへの昇格を果たした。

### マンスフィールド時代
2015-16シーズンより、フットボールリーグ2のクローリー・タウンFCから同リーグのマンスフィールド・タウンFCへ加入。翌年5月12日には契約を1年延長した。

### クルセイダーズ時代
2017年5月17日、NIFLプレミアシップのクルセイダーズFCに移籍した。